# Melanargia hades
Melanargia hades är en fjärilsart som beskrevs av Reiss 1961. Melanargia hades ingår i släktet Melanargia och familjen praktfjärilar. Inga underarter finns listade i Catalogue of Life.